# Inermosyllis balearica
Inermosyllis balearica är en ringmaskart som först beskrevs av San Martín 1982.  Inermosyllis balearica ingår i släktet Inermosyllis och familjen Syllidae. Inga underarter finns listade i Catalogue of Life.